# Кметове на Берковица
Това е хронологичен списък на кметовете на община/град Берковица след Освобождението на България
- Хаджи Петър Хаджи Илиев – 1878 г., 1880 – 1881 г., 1884 – 1885 г., 1888 – 1889 г.
- Георги Клисурски – 1879 г.
- Тодор Алексов – 1882 г., 1893 г., 1895 – 1899 г.
- Иванчо Табаков – 1883 г. [2]
- Тодор Помаков – 1886 г. и 1887 г.
- Йордан Шишков – 1890 – 1892 г. и 1901 г. Протип на Вазовата повест „Митрофан и Дормидолски“
- Езекия Филипов – 1894 г.
- Михаил Клисурски – 1900 г.
- Никола Шишков – ??
- Камен Тошев – кмет на Берковската комуна
- Манол Златков – кмет на Берковската комуна
- Петър Антонов – 1944 г.
- Веско Филипов – 1946 г.
- Петър Зарков – 1950 – 1953 г.
- Иван Минков – 1953 – 1958 г.
- Георги Алексиев – 1958 – 1960 г.
- Асен Попов – 1960 – 1964 г.
- Никола Велев – 1964 – 1970 г.
- Замфир Антонов – 1970 и 1973 – 1979 г.
- Ангел Тимчев – 1970 – 1973 г. и 1988 – 1990 г.
- Борис Павлов – 1979 – 1988 г.
- Йордан Велков – 1991 и 1992 г.
- Младен Тонов – 1993 – 1995 г.
- Красимир Статков – 1995 – 1999 г.
- Иван Флоресков – 2000 – 2004 г.
- Милчо Доцов – 2004 – 2011 г. и 2015 – 2019 г.
- Димитранка Каменова – 2011 – 2015 г. и 2019 г. – 2023 г.
- Радослав Найденов – 2023 г.